# Banri Kaieda

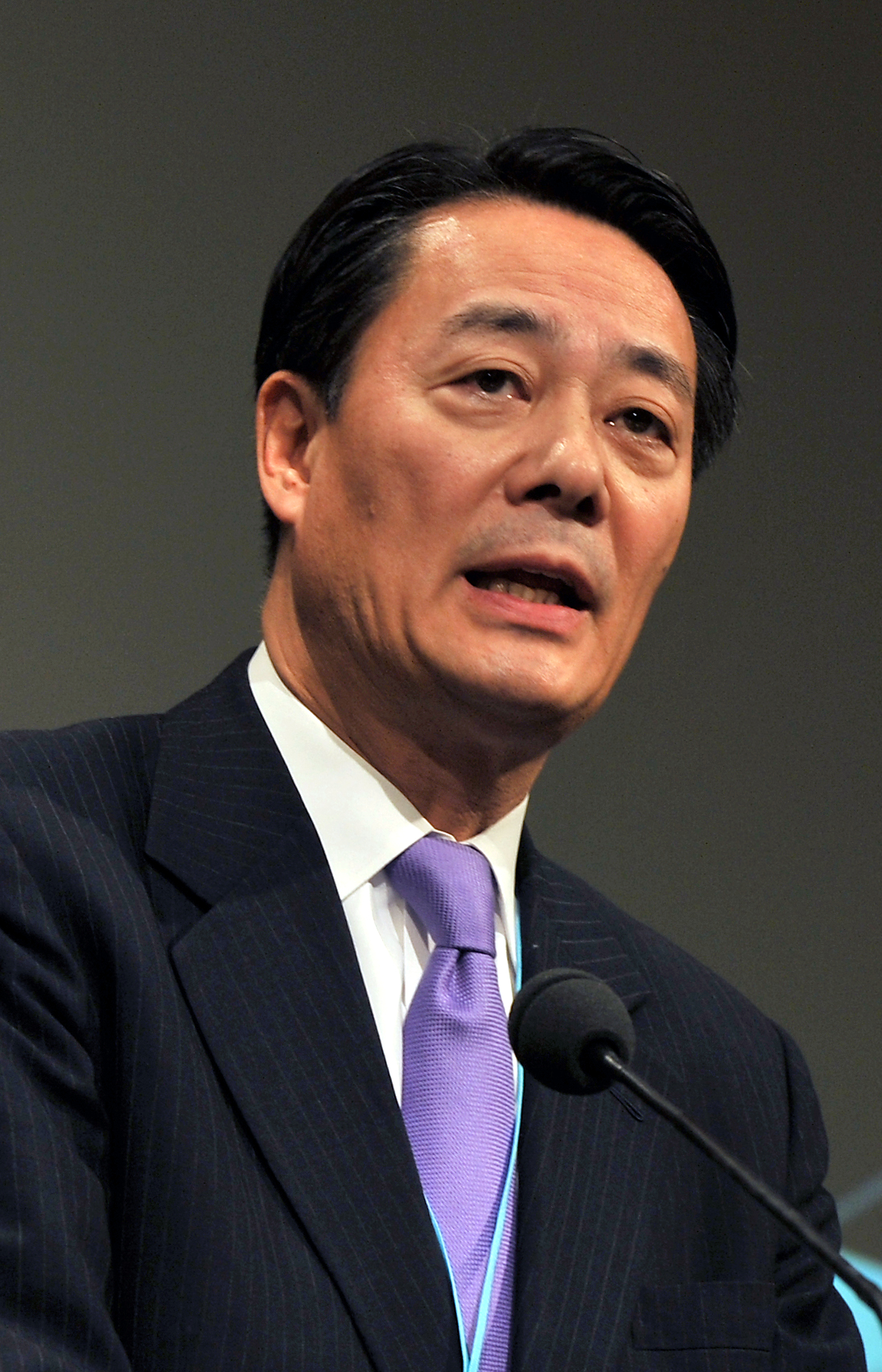
Banri Kaieda (2011)

Banri Kaieda (jap. 海江田 万里 Kaieda Banri; * 26. Februar 1949 in Suginami, Präfektur Tokio) ist ein japanischer Politiker (Zeikintō→Neue Japan-Partei→Minshu Shintō Club→Shimin League→Demokratische Partei→Demokratische Fortschrittspartei→Konstitutionell-Demokratische Partei) und seit 1993 mit Unterbrechungen (2005–2009, 2014–2017) Abgeordneter im Unterhaus des nationalen Parlaments für die Präfektur Tokio (Wahlkreis 1 bzw. Verhältniswahlblock). Von 2010 bis 2011 war er Staatsminister für Wirtschafts-, Fiskal-, Wissenschafts- und Technologiepolitik im zum ersten Mal umgebildeten Kabinett Kan, von Januar bis September 2011 Wirtschaftsminister im zum weiten Mal umgebildeten Kabinett Kan und von 2012 bis 2014 Vorsitzender der Demokratischen Partei.
Kaieda, als Politikwissenschaftler 1972 Absolvent der Keiō-Universität, arbeitete nach seinem Studium als Sekretär eines Oberhausabgeordneten und als Wirtschaftskommentator für Zeitungen, Zeitschriften und Fernsehen. Bei der Oberhauswahl 1986 kandidierte er in der Präfektur Tokio für die Zeikin-tō („Steuerpartei“), wurde aber nicht gewählt. 1993 kandidierte er für die Neue Japan-Partei im alten dreimandatigen 1. Wahlkreis Tokio für das Unterhaus und wurde aus dem Stand mit dem höchsten Stimmenanteil gewählt. Anders als die meisten Parteimitglieder beteiligte er sich 1994 nicht an der Gründung der Neuen Fortschrittspartei und wurde 1995 Parteivorsitzender der Shimin League („Bürgerliga“), die er gemeinsam mit Sadao Yamahana (ehemals SPJ) und weiteren Ex-Sozialisten gründete. 1996 wurde die Shimin League Teil der Demokratischen Partei.
Seit 1996 kandidiert Kaieda im neuen Einzelwahlkreis Tokio 1, den er 1996 und 2005 an Kaoru Yosano (LDP) verlor. 1996 gelang ihm jedoch die Wahl über die Verhältniswahlliste Tokio der Demokratischen Partei. Im Shūgiin war er unter anderem Mitglied der Haushalts- und Finanzausschüsse, zwischen 2010 und 2012 mehrfach Ausschussvorsitzender. In der DPJ war er 2000 Vorsitzender des Präfekturverbandes Tokio und 2002 Vorsitzender des politischen Forschungsrates.
Im September 2010 berief ihn Premierminister Naoto Kan als Staatsminister für Wirtschafts-, Fiskal-, Wissenschafts- und Technologiepolitik in sein Kabinett, bei einer Kabinettsumbildung im Januar 2011 übernahm er das Ministerium für Wirtschaft, Handel und Industrie, das er bis zum 2. September 2011 leitete. Nach dem Rücktritt Kans 2011 kandidierte Kaieda bei der Wahl des Parteivorsitzenden für die Nachfolge; er führte im ersten Wahlgang, unterlag aber in der Stichwahl Yoshihiko Noda.
Bei der Unterhauswahl 2012, die landesweit mit erdrutschartigen Verlusten für die Demokraten endete, verlor Kaieda den Wahlkreis Tokio 1 um 1.134 Stimmen an die Liberaldemokratin Miki Yamada, führte mit dieser knappen Niederlage aber die Verhältniswahlliste der Demokraten in Tokio an und wurde im Verhältniswahlblock wiedergewählt. Nach der Wahl kandidierte er erneut für den Parteivorsitz und setzte sich gegen Sumio Mabuchi durch. Unter seiner Führung verloren die Demokraten bei der Oberhauswahl 2013 die Position als stärkste Partei im Oberhaus nach sechs Jahren an die Liberaldemokraten. Bei der Unterhauswahl 2014 erholten sich die Wahlergebnisse demokratischer Kandidaten landesweit zwar leicht von der Erdrutschniederlage 2012, Kaieda selbst unterlag Miki Yamada aber noch deutlicher (Kaieda 35,6 %, Yamada 42,7 %) und verpasste damit auch einen Sitz im Verhältniswahlblock Tokio. Nach seiner Abwahl aus dem Unterhaus trat Kaieda vom Parteivorsitz zurück.
Bei der Unterhauswahl 2017 kandidierte er für die kurz zuvor von Yukio Edano gegründete Konstitutionell-Demokratische Partei wieder im Wahlkreis Tokio 1 und gewann diesmal knapp gegen Yamada  (Kaieda 40,7 %, Yamada 39,4 %). 2021, als der ehemalige Vizegouverneur von Kumamoto und Gouverneurskandidat in Tokio 2020 Taisuke Ono für die Nippon Ishin no Kai im Wahlkreis Tokio 1 kandidierte und über 20 % der Stimmen gewann, unterlag Kaieda Yamada wieder, gewann aber den dritten von vier KDP-Verhältniswahlsitzen im Block Tokio. 2024 setzte er sich wieder knapp im neu zugeschnittenen Mehrheitswahlwahlkreis Tokio 1 durch.